# Лев IV
Святий Лев IV (лат. Leo; ? — 17 липня 855, Рим, Папська держава) — сто третій папа Римський (10 квітня 847—17 липня 855), народився у Римі. На час виборів був кардиналом. Його понтифікат характеризувався, насамперед, намаганнями відбудувати римські храми, пошкоджені сарацинами під час правління його попередника. У 848—849 роках Лев IV зміцнив мури Риму.

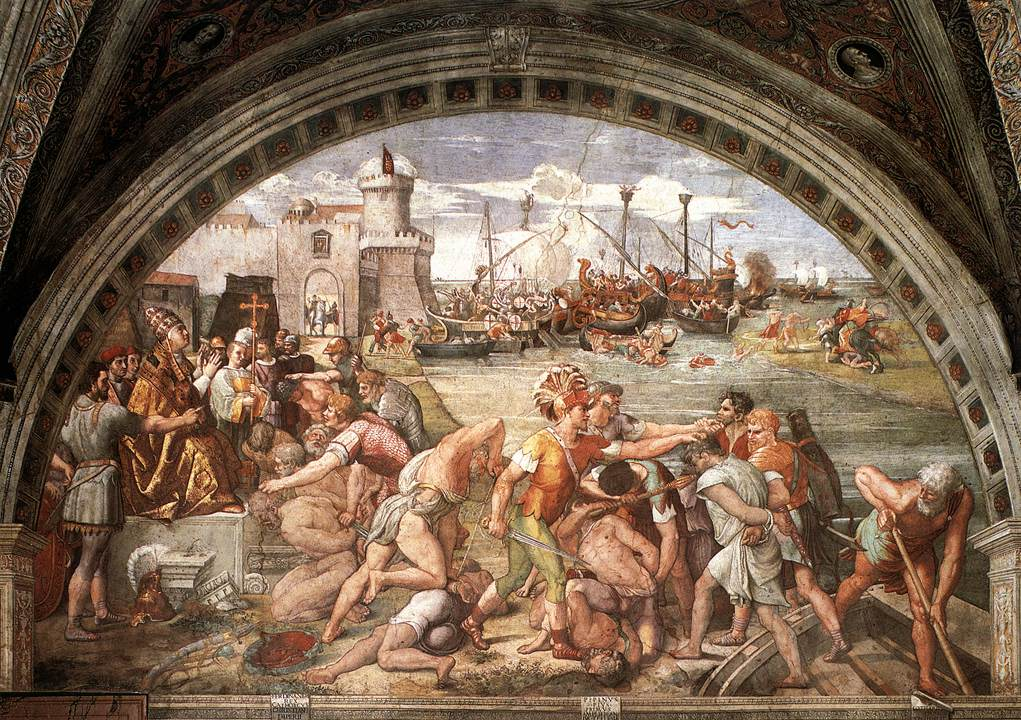
Битва при Остії, фреска в одній з кімнат Рафаеля

Перед загрозою нападу сарацинів із моря папа закликав приморські міста Неаполь, Гаету та Амальфі укласти військовий союз. На чолі об'єднаної флотилії став Цезар, син герцога Сергія I Неаполітанського. Морська битва при Остії стала найвідомішим епізодом із папської середньовічної історії та була відзначена на фресці Рафаеля і його учнів.
Вважається, що Лев IV був першим папою, який зазначав дати на своїх документах. Побудував мури, які відділяли Ватикан від Риму.